# Harpacticus nipponicus
Harpacticus nipponicus är en kräftdjursart som beskrevs av Ito 1976. Harpacticus nipponicus ingår i släktet Harpacticus och familjen Harpacticidae. Inga underarter finns listade i Catalogue of Life.